# خالد رغیب
خالد رغیب (انگلیسی: Khalid Raghib؛ زادهٔ ۲۲ سپتامبر ۱۹۶۹) بازیکن فوتبال اهل مراکش بود.

وی در تیم ملی فوتبال مراکش بازی کرده‌است.